# Saint-Saulge
Saint-Saulge és un municipi francès, situat al departament del Nièvre i a la regió de Borgonya - Franc Comtat. L'any 2007 tenia 874 habitants.

## Demografia

### Població
El 2007 la població de fet de Saint-Saulge era de 874 persones. Hi havia 404 famílies, de les quals 164 eren unipersonals (56 homes vivint sols i 108 dones vivint soles), 124 parelles sense fills, 88 parelles amb fills i 28 famílies monoparentals amb fills.
La població ha evolucionat segons el següent gràfic:
Habitants censats

### Habitatges
El 2007 hi havia 598 habitatges, 415 eren l'habitatge principal de la família, 150 eren segones residències i 33 estaven desocupats. 485 eren cases i 62 eren apartaments. Dels 415 habitatges principals, 275 estaven ocupats pels seus propietaris, 126 estaven llogats i ocupats pels llogaters i 14 estaven cedits a títol gratuït; 55 tenien una cambra, 30 en tenien dues, 58 en tenien tres, 103 en tenien quatre i 169 en tenien cinc o més. 250 habitatges disposaven pel capbaix d'una plaça de pàrquing. A 164 habitatges hi havia un automòbil i a 137 n'hi havia dos o més.

### Piràmide de població
La piràmide de població per edats i sexe el 2009 era:
| Homes | Edats   | Dones |
| ----- | ------- | ----- |
| 0     | 95 o +  | 4     |
| 12    | 90 a 94 | 28    |
| 4     | 85 a 89 | 16    |
| 12    | 80 a 84 | 12    |
| 28    | 75 a 79 | 48    |
| 28    | 70 a 74 | 16    |
| 16    | 65 a 69 | 36    |
| 40    | 60 a 64 | 48    |
| 8     | 55 a 59 | 24    |
| 28    | 50 a 54 | 28    |
| 44    | 45 a 49 | 16    |
| 20    | 40 a 44 | 20    |
| 28    | 35 a 39 | 36    |
| 20    | 30 a 34 | 28    |
| 16    | 25 a 29 | 8     |
| 12    | 20 a 24 | 4     |
| 20    | 15 a 19 | 36    |
| 24    | 10 a 14 | 16    |
| 24    | 5 a 9   | 36    |
| 32    | 0 a 4   | 12    |

## Economia
El 2007 la població en edat de treballar era de 481 persones, 314 eren actives i 167 eren inactives. De les 314 persones actives 270 estaven ocupades (144 homes i 126 dones) i 44 estaven aturades (25 homes i 19 dones). De les 167 persones inactives 58 estaven jubilades, 50 estaven estudiant i 59 estaven classificades com a «altres inactius».

### Ingressos
El 2009 a Saint-Saulge hi havia 385 unitats fiscals que integraven 781 persones, la mediana anual d'ingressos fiscals per persona era de 16.459 €.

### Activitats econòmiques
Dels 50 establiments que hi havia el 2007, 1 era d'una empresa extractiva, 2 d'empreses alimentàries, 1 d'una empresa de fabricació d'altres productes industrials, 10 d'empreses de construcció, 8 d'empreses de comerç i reparació d'automòbils, 3 d'empreses de transport, 4 d'empreses d'hostatgeria i restauració, 2 d'empreses financeres, 3 d'empreses immobiliàries, 6 d'empreses de serveis, 7 d'entitats de l'administració pública i 3 d'empreses classificades com a «altres activitats de serveis».
Dels 23 establiments de servei als particulars que hi havia el 2009, 1 era una oficina d'administració d'Hisenda pública, 1 gendarmeria, 1 oficina de correu, 1 una oficina bancària, 2 tallers de reparació d'automòbils i de material agrícola, 1 taller d'inspecció tècnica de vehicles, 3 paletes, 3 guixaires pintors, 1 fusteria, 1 lampisteria, 2 electricistes, 2 perruqueries, 1 veterinari, 1 restaurant i 2 agències immobiliàries.
Dels 6 establiments comercials que hi havia el 2009, 2 eren botigues de més de 120 m², 2 fleques, 1 una fleca i 1 una joieria.
L'any 2000 a Saint-Saulge hi havia 16 explotacions agrícoles que ocupaven un total de 1.092 hectàrees.

## Equipaments sanitaris i escolars
L'únic equipament sanitari que hi havia el 2009 era una farmàcia.
El 2009 hi havia una escola elemental. Saint-Saulge disposava d'un col·legi d'educació secundària amb 92 alumnes.

## Poblacions més properes
El següent diagrama mostra les poblacions més properes.